# 本仮屋ユイカ 笑顔のココロエ
『本仮屋ユイカ 笑顔のココロエ』（もとかりやユイカ えがおのココロエ）は、ニッポン放送とABCラジオ（朝日放送）で2011年10月3日から2018年3月30日に放送されたミニトーク番組である。

## 概要
本仮屋ユイカがラジオパーソナリティに挑戦する。ストレス社会の今日を生きるすべての人たちに、毎週人生を楽しく生きるためのヒントを1つのテーマから探っていきながら語る。本仮屋がイメージモデルを務める太田胃散提供。
2018年3月30日放送回を以って番組終了となり、約6年半の歴史に幕を閉じた。また同年8月29日放送の「土屋礼央 レオなるど」に本仮屋がアシスタント代理として出演した際、「ユイカ’s セレクション」の特別バージョンを行った。
2012年10月に番組リニューアルを行い、曜日ごとのテーマに沿って本仮屋がトークをしていた。
- 【月曜】「もうすぐです…」関東・関西地方で近日中に開催予定のイベントや、近日発売予定の商品を紹介する。
- 【火曜】「ココロエ版はひふへほ」ある物事に関する雑学を紹介する。
- 【水曜】「こんなアイテム見っけ」世間で今注目されている商品（雑貨等）を紹介する。
- 【木曜】「ユイカ’s セレクション」（2014年4月 - ）本仮屋が注目している音楽や聴取者からのリクエスト曲を掛ける。
- 【金曜】「メール紹介」番組宛に送られてきたメールを1〜2通紹介し、本仮屋がコメントする。

番組終了から約1年5ヶ月後となる2019年8月12日(月曜・振休)13:00 - 15:00に、当番組の復活特番が生放送され、「ユイカ’s セレクション」、「こんなアイテム見っけ」の復活版や吉本ばなな（小説家）をゲストとして迎えてのトークコーナー等が行われた（途中ニュース、交通情報、ニッポン放送ラジオリビング挿入あり）。さらに2020年4月29日(水曜・昭和の日)14:00 - 16:00、2023年8月11日(金曜・山の日)13:00 - 15:00にも各々復活特番が放送された。

## 出演者
パーソナリティ
- 本仮屋ユイカ（女優）

## 放送日時
東京・ニッポン放送（番組制作局）
- 月 - 金曜 15:36 - 15:41
いずれも『土屋礼央 レオなるど』（2016年3月28日 - 、月～木曜日）、『望月理恵・上柳昌彦 金曜ブラボー。』（2015年4月3日 - 、金曜日）内にて放送。2014年3月31日より放送時間を固定した[5]。
2014年3月27日まで『上柳昌彦 ごごばん!』内で放送していた時期は若干放送時間は不定であった。

大阪・朝日放送（ABC）　
- 月 - 金曜 14:54 - 15:00
ABCは前番組「南野陽子 今日はナンノ日っ!」のネットを2011年4月1日に打ち切っていたがこの番組開始に際しネット復帰[6]。